# Consejero áulico
Consejero áulico, (del latín aula, en alemán hofrat) era el título con el que habitualmente se designaba a un consejero político de alguna de las cortes de los principados electorales del Sacro Imperio Romano-Germánico. El carácter del título varió con el tiempo, y pudo ser desde un reconocimiento honorífico hasta un cargo político o judicial de importancia.

## Historia
El Consejo Áulico fue originariamente un órgano colegiado ejecutivo-judicial del Sacro Imperio Romano-Germánico. Su nombre derivaba del término latino aula, que en latín medieval había perdido su antiguo significado de mansión o gran residencia privada para pasar a significar corte, tribunal o palacio. 
En alemán era conocido como el Reichshofrat (literalmente, Consejo de Corte Imperial), y actuaba como uno de los dos tribunales supremos del Sacro Imperio, el otro siendo la Cámara Imperial, la Reichskammergericht. El Consejo Áulico tenía competencias que se solapaban con las de este último órgano, pero ostentaba algunas en exclusiva, como todos aquellos casos que involucraran procesos feudales, asuntos criminales, sobre los feudatarios (vasallos) inmediatos del emperador (esto es, los príncipes electores), y en asuntos que involucraran al gobierno imperial.
El Consejo Áulico se originó al final de la Edad Media como un órgano consultivo financiado por el emperador. Sin embargo, en 1497 el emperador Maximiliano I lo reorganizó como un órgano rival de la Cámara Imperial, que la Dieta Imperial le había impuesto. Estaba compuesto por un presidente, un vicepresidente, un vicecanciller y dieciocho consejeros que recibían el título de consejero áulico, cargos todos ellos sufragados por el emperador a excepción del vicecanciller, que era elegido por el canciller del imperio (cargo que ostentaba siempre el príncipe-arzobispo de Maguncia). A fin de preservar la paridad religiosa, seis de los dieciocho consejeros áulicos eran siempre protestantes, de manera que su voto conjunto podía actuar como un veto sobre cualquier decisión tomada. El consejo se disolvía a la muerte del emperador, de manera que su sucesor lo nombraba de nuevo. La sede del Consejo se hallaba en el Hofburg de Viena.
El Consejo Áulico pervivió hasta la disolución del Sacro Imperio en 1806, desarrollando labores de árbitro judicial, tribunal supremo y, en menor medida, de consejo privado del emperador. En el ínterin, sin embargo, el título de consejero áulico dejó de estar reservado en exclusiva para los miembros de dicho consejo, y pasó a emplearse para referirse a todos aquellos consejeros de alguna de las muchas cortes reales del Sacro Imperio. Goethe, por ejemplo, ostentó el título de consejero áulico del ducado de Sajonia-Weimar. 
Sobre todo a partir del siglo XVIII, pasó a emplearse para referirse a los miembros de los Consejos de Estado de los distintos principados, así como a algunos consejeros políticos, cargos todos ellos cuyas responsabilidades estaban muy alejadas de las de los miembros del Consejo Áulico. Tras la disolución del Sacro Imperio, el término pasó a emplearse sobre todo en el sentido de consejero de estado, sentido en el que aún se emplea hoy en día en Austria.